# Anna Seelig-Löffler

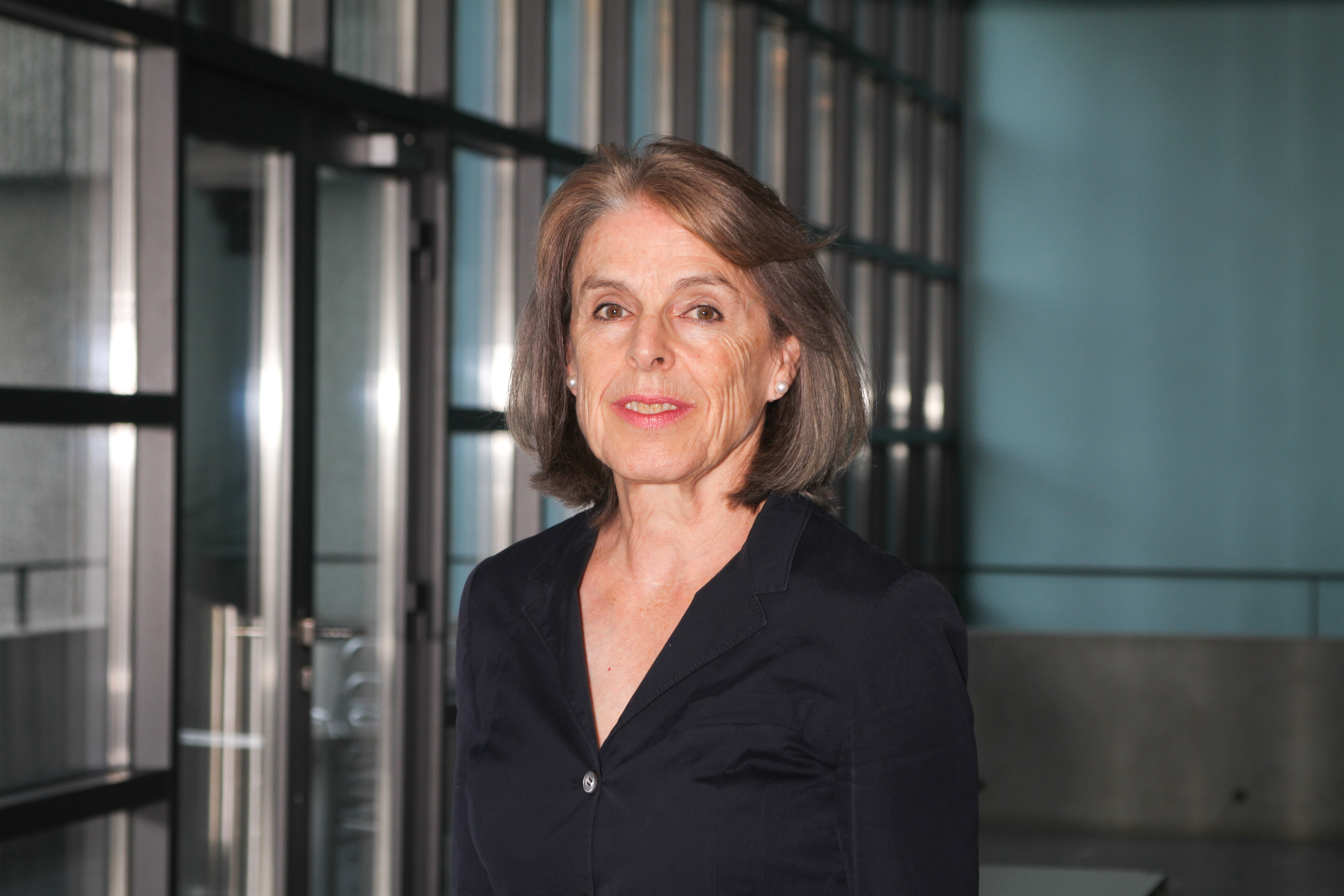
Anna Seelig-Löffler, 2011

Anna Magdalena Seelig-Löffler (* 7. Oktober 1944) ist eine Schweizer Biochemikerin und Strukturbiologin.

## Leben
Anna Seelig-Löffler studierte Humanmedizin und Chemie und promovierte 1973 am Institut für Physikalische Chemie der Universität Basel. Im Anschluss forschte sie zunächst als Postdoktorandin bei Joachim Seelig und später als unabhängige Wissenschaftlerin am Biozentrum der Universität Basel in der Abteilung Biophysikalische Chemie. 1992 habilitierte sich Anna Seelig-Löffler im Fach Biochemie und wurde später zur Titularprofessorin für Biophysikalische Chemie ernannt. Im Jahr 2012 wurde sie emeritiert.

## Wirken
Anna Seelig-Löffler untersucht die Funktionsweise von Zellmembranen und deren Komponenten. Ihr spezielles Interesse gilt Membranproteinen, sogenannten ABC-Transportern, die das Eindringen unterschiedlichster Substanzen in die Zelle verhindern. Mittels Mikrophysiometrie gelang es ihr, den Transport von Arzneimitteln aus der Zellmembran in Echtzeit zu verfolgen. Sie entdeckte ein allgemeingültiges Substratmuster für P-Glykoprotein. Dies erlaubt abzuschätzen, wie stark eine Substanz an den Transporter bindet und, wie gross deren Chance ist den Wirkungsort zu erreichen. Auf dieser Basis entwickelte sie ein Modell, um die Arzneimittelaufnahme an biologischen Membranen vorherzusagen.

## Auszeichnungen
2008 STK Award der Schweizerischen Gesellschaft für Thermoanalyse und Kalorimetrie

## Publikationen (Auswahl)
Komplette Publikationsliste
- A. Seelig, J. Seelig: The dynamic structure of fatty acyl chains in a phospholipid bilayer measured by deuterium magnetic resonance. In: Biochemistry, 13, 1974, S. 4839–4845, PMID 4371820
- A. Seelig: A general pattern for substrate recognition by P-glycoprotein. In: Eur J Biochem, 251, 1998, S. 252–261, PMID 9492291
- G. Gerebtzoff, A. Seelig: In silico prediction of blood-brain barrier permeation using the calculated molecular cross-sectional area as main parameter. In: J Chem Inf Model, 46, 2006, S. 2638–2650, PMID 17125204
- A. Seelig: The role of size and charge for blood-brain barrier permeation of drugs and fatty acids. In: J Mol Neurosci, 33, 2007, S. 32–41, PMID 17901543
- X. Li-Blatter, A. Seelig: Exploring the P-glycoprotein binding cavity with polyoxyethylene alkyl ethers. In: Biophys J, 99, 2010, S. 3589–3598, PMID 21112283